# Хиндса
Хи́ндса (эст. Hindsa), на местном наречии Хинса́, ранее также Хи́нтса (эст. Hintsa), в Российской империи — Линусы, Линосова — деревня в волости Сетомаа уезда Вырумаа, Эстония. Исторически относится к нулку Лухамаа.
До административной реформы местных самоуправлений Эстонии 2017 года входила в состав волости Миссо (упразднена).

## География и описание
Расположена недалеко от границы Эстонии и России, в 28 километрах к юго-востоку от уездного центра — города Выру — и в 38 километрах к юго-западу от волостного центра — посёлка Вярска. Высота над уровнем моря — 207 метров.
Климат переходный от морского к континентальному. Официальный язык — эстонский. Почтовый индекс — 65003.

## Население
По данным переписи населения 2021 года, в Хиндса проживали 12 человек, все — эстонцы.
По данным Департамента статистики, по состоянию на 1 января 2020 года в деревне насчитывалось 8 жителей, из них 5 мужчин и 3 женщины; детей в возрасте до 14 лет включительно — 1, лиц трудоспособного возраста (15–64 года) — 4, лиц пенсионного возраста (65 лет и старше) — 3.
По данным переписи населения 2011 года, в деревне насчитывалось 8 жителей, все — эстонцы (сету в перечне национальностей выделены не были).
Численность населения деревни Хиндса по данным переписей населения:
| Год  | 1959 | 1970 | 2000 | 2011 | 2021 |
| ---- | ---- | ---- | ---- | ---- | ---- |
| Чел. | 61   | ↘ 31 | ↘ 19 | ↘ 8  | ↗ 12 |

## История
На военно-топографических картах Российской империи (1866–1867 годы), в состав которой входила Лифляндская губерния, деревня обозначена как Линосова.
В письменных источниках 1882 года упоминается Линусы, 1886 года — Hińdza, 1903 года — Hindsä, 1904 года — Hindsá, Ли́нусы, примерно 1920 года — Hintsa.
Деревня существовала уже в XVIII веке. В XIX веке входила в общину Железово и относилась к приходу Панкъявица.
В 1977–1997 годах Хиндса официально была частью деревни Мяэзи.

## Происхождение топонима
Основой названия деревни, вероятно, послужило личное имя Хинт или Хиндо (Hint, Hindo < Hindrik, нем. Heinrich). Возможными соответствиями могут быть также слова из южно-эстонского диалекта hindó («скакун») или hindsó (ласкательное название жеребёнка или его оклик).
Вызывает интерес русское название Линусы, которое, возможно, происходит от эстонского слова linnus («городище»), в местном произношении лийн (liin). В окрестностях деревни подобного археологического памятника нет.

### Комментарии
1. ↑  Эстонские топонимы, оканчивающиеся на -а, в русском языке не склоняются[9], а род получают по родовому слову, например, деревне присваивается женский род, хотя в эстонском языке нет категории рода.